# 444 Gyptis
444 Gyptis este un asteroid din centura principală, descoperit pe 31 martie 1899, de Jérôme Coggia.